# قائمة الأجبان المصنوعة من حليب الغنم
هذه قائمة بأنواع اجبان حليب الأغنام . يتم تحضير جبن حليب الأغنام من حليب الأغنام (أو حليب النعجة) ، وهو حليب الأغنام . يشيع استخدام الحليب في صناعة منتجات الألبان مثل الجبن .

## أجبان من حليب الأغنام
- أباي دي بيلوك
- جبن أبيرتم
- جبن أناري
- أنثوتيروس
- باسكو بيرنيز
- بينلي بلو جبن
- بياز بينير
- برانزي دي بوردوف
- بروكيو
- بريندزا
- Bryndza Podhalańska
- بوندز
- جبن كابراليس
- كاسيوكافالو
- كاسيوتا
- كاو
- Casciotta d'Urbino
- جبنة كاستيلو برانكو
- كاسو مارزو [1]
- كازيل دي سانت أفريك
- تشيرني فيت
- جبنة كورجى
- كروغلين
- كروزير بلو
- جبن دولاز
- جبن دودلسويل
- إتوركي
- فيتا
- فاين فيتيل يوركشاير
- جبنة
- Graviera
- حلومي
- جبن إديازابال
- جبنة عربية
- كادشغال
- جبنة كارس جريفاير
- قشقوان
- القصيري
- كيفالوجرافييرا
- كيفالوتيري
- جبنة لاسيرينا
- لانارك بلو
- جبن لافاش
- جبنة ليغوان
- مانشيجو
- مانوري
- ميهاليتش بينيري
- ميزيثرا
- جبنة نابلسية
- أوسكيبك
- Ossau-Iraty
- Oštiepok
- بيتيت الباسك
- بادراتشيو
- جبن باغ
- جبن بارليك فيل
- جبن باتا دي مولو
- بيكورينو
- بيكورينو دي كارماسيانو
- بيكورينو رومانو
- بيكورينو ساردو
- بيكورينو سيسيليانو
- بيكورينو توسكانو
- بطاطا
- Picón Bejes-Tresviso
- الريكوتا
- روبيولا
- جبنة رونكال
- روكفور
- سالويو
- الجبن الحار
- جبن سيرا دا استريلا
- جبن سيربا
- سيرين
- شارع جيمس
- ساسكس سليبكوت
- تيليما
- تستوري
- تورتا ديل كاسار
- جبنة صفات
- جبن فان هيربيد
- جبن فلاشيتش

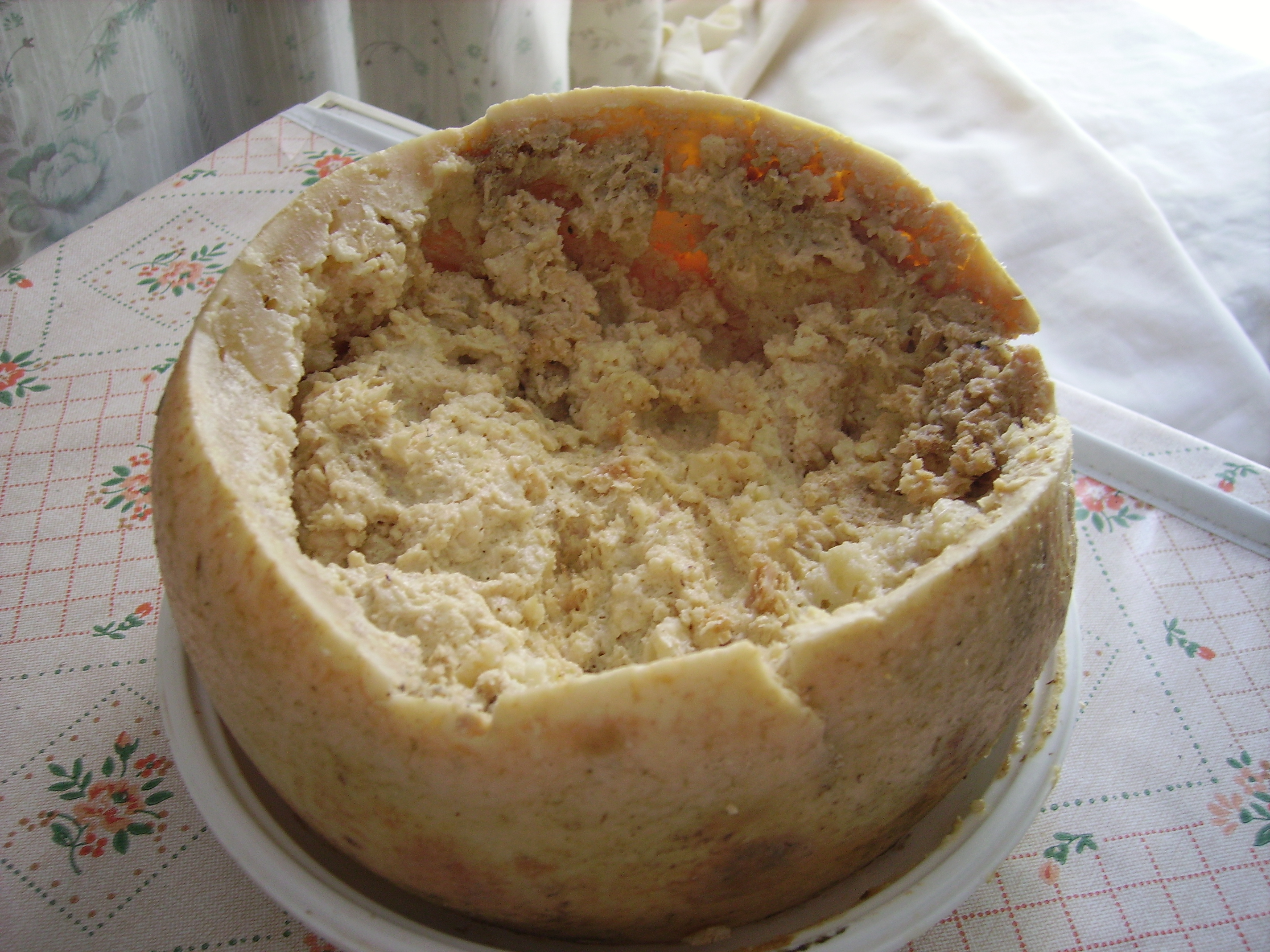
كاسو مارزو هو جبن حليب غنم تقليدي من سردينيا يحتوي على يرقات الحشرات الحية.

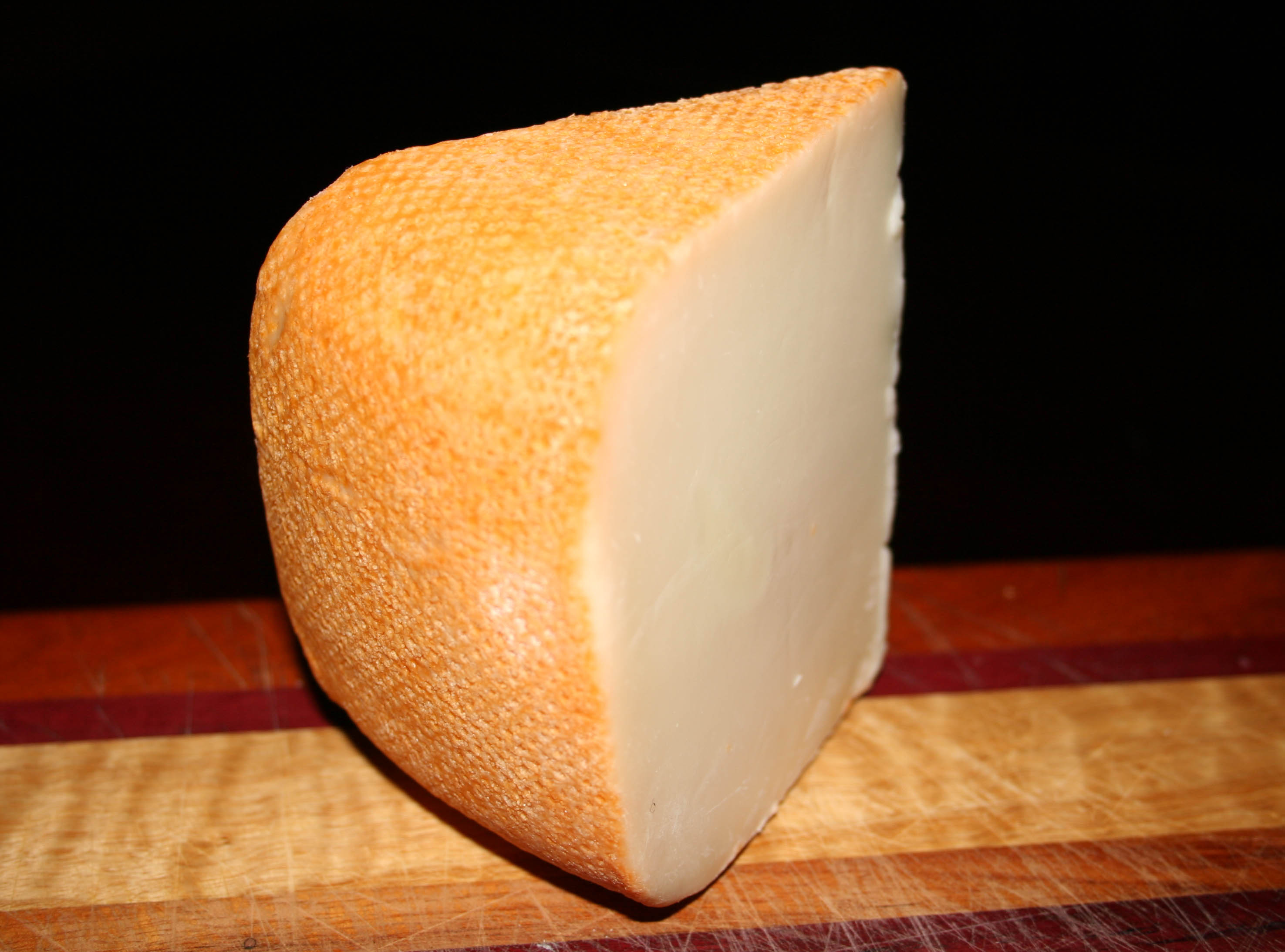
إتوركي

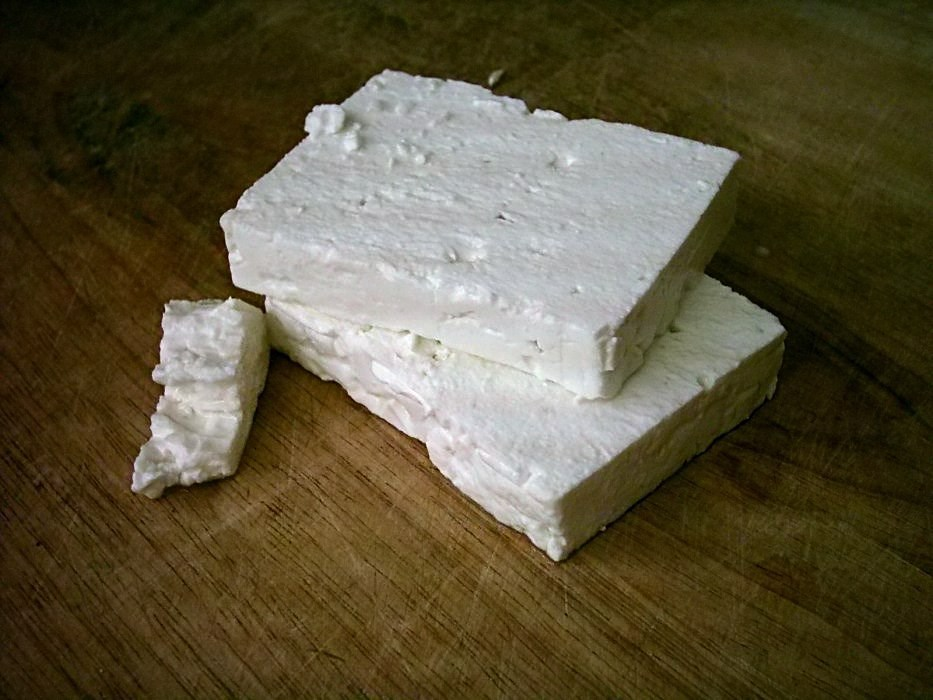
فيتا

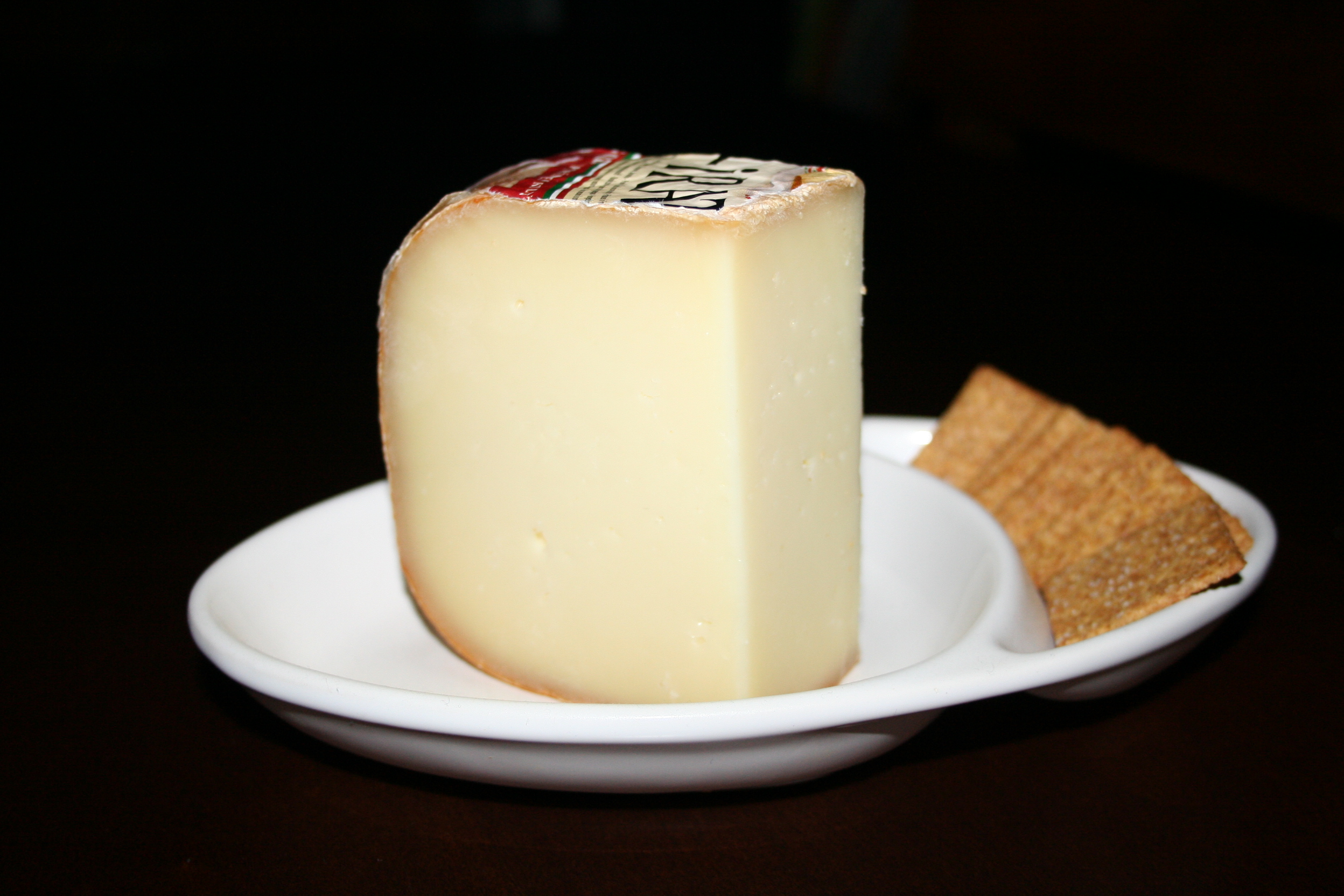
أوساو-إراتي

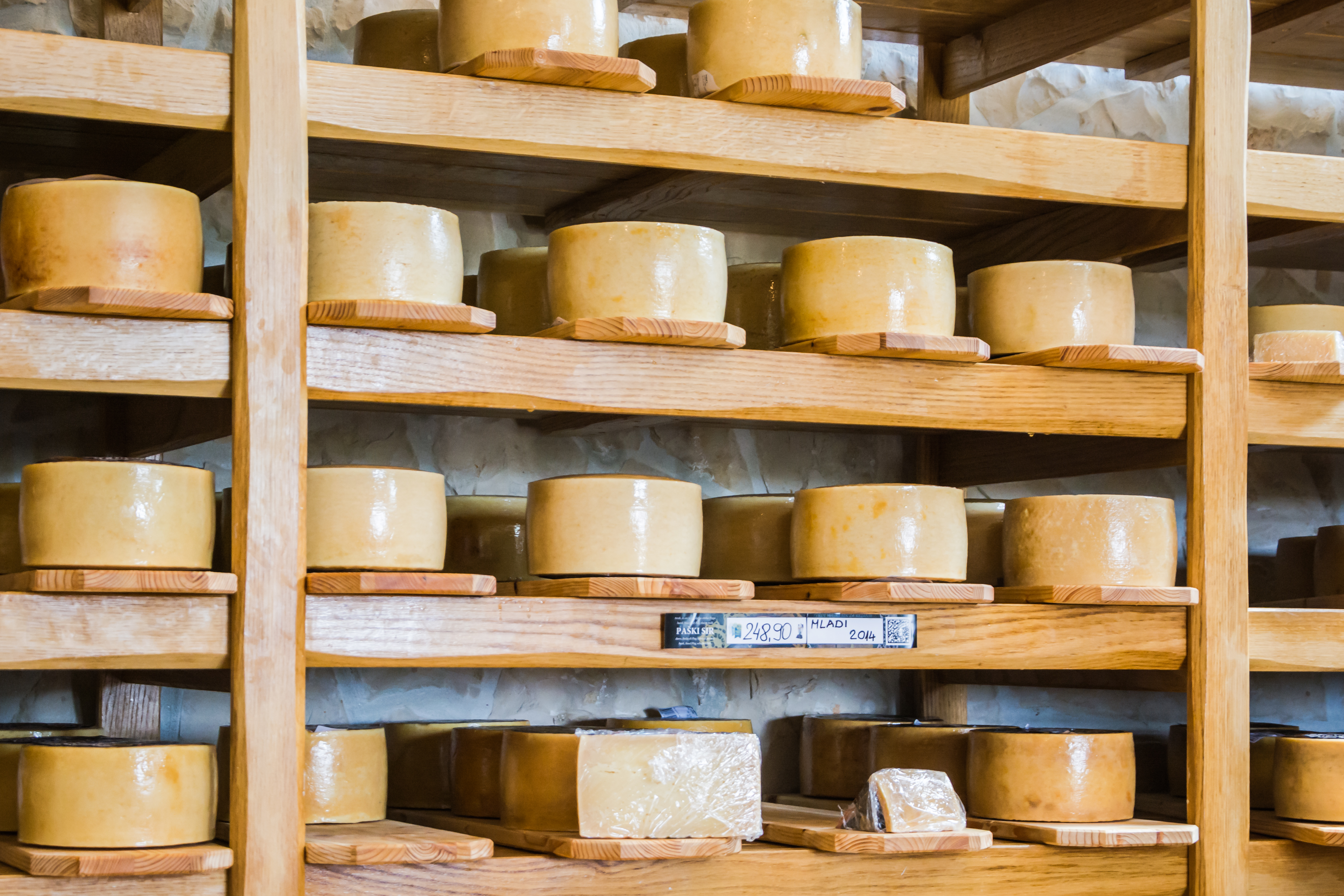
جبن باغ

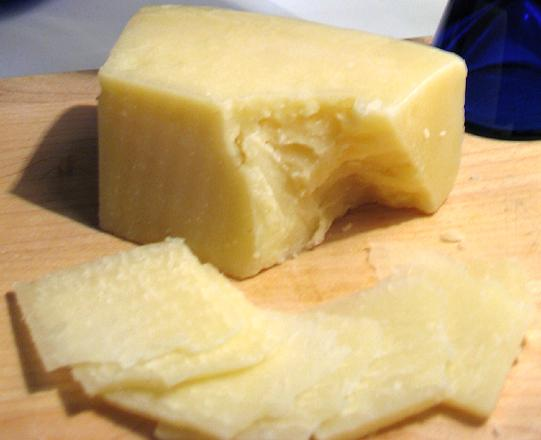
بيكورينو رومانو

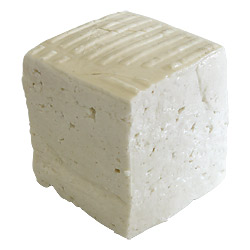
تيليما

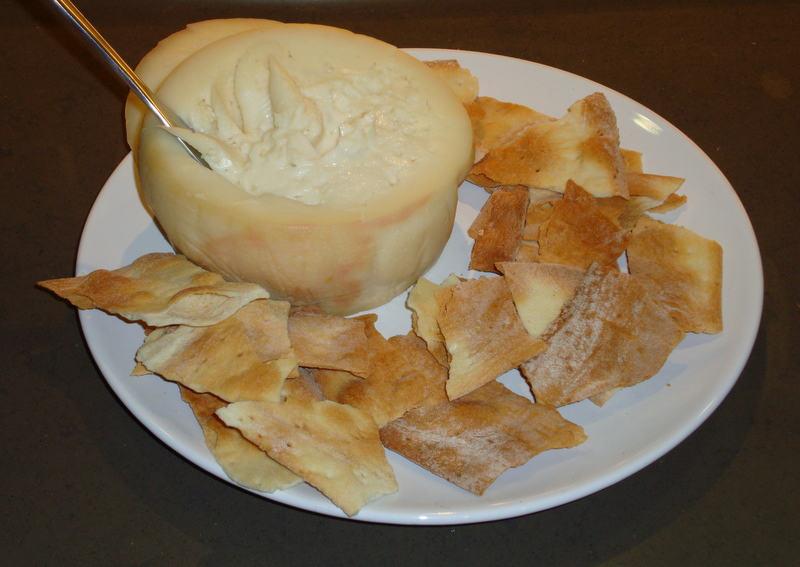
تورتا ديل كاسار

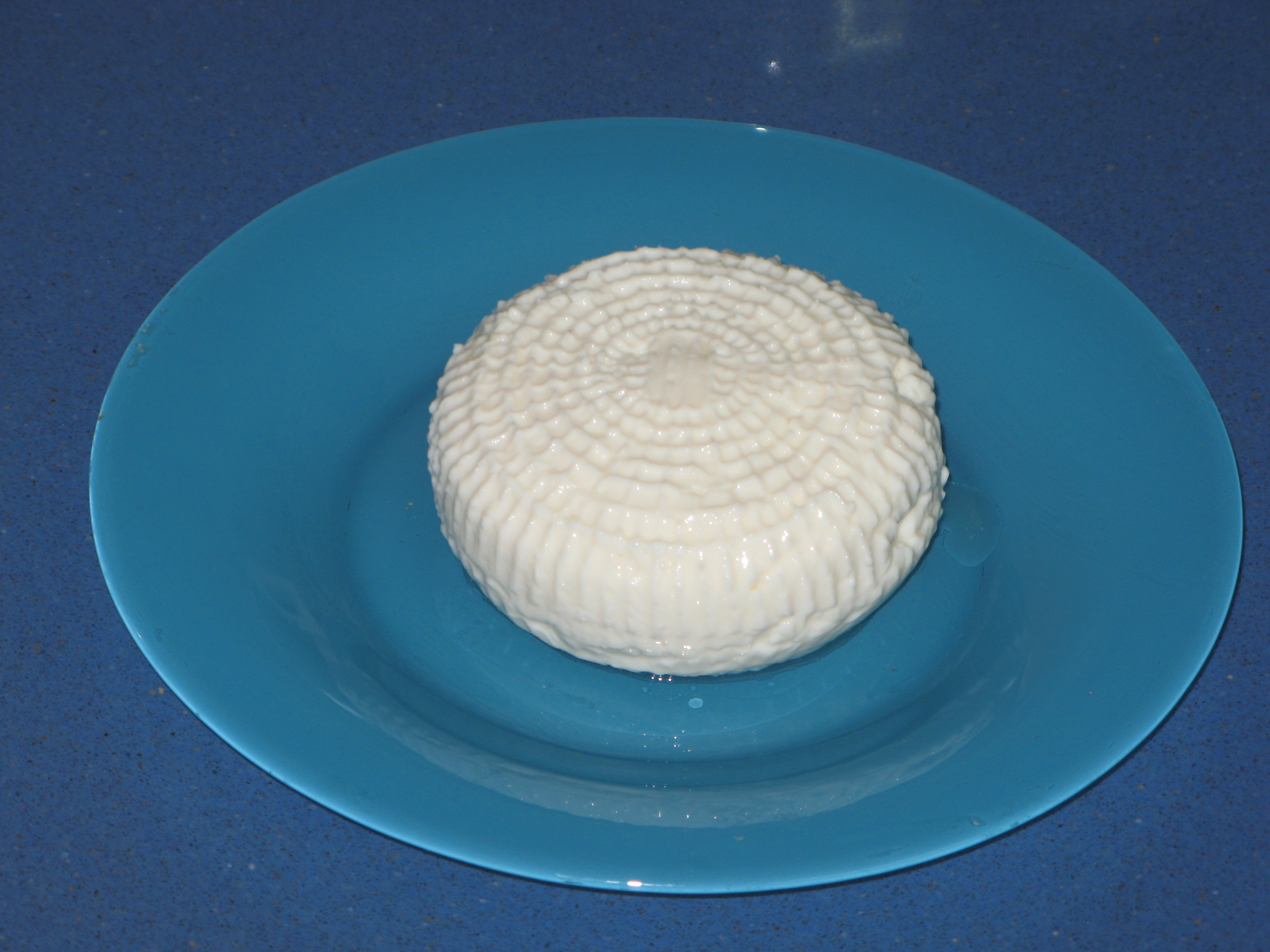
جبنة تسفات

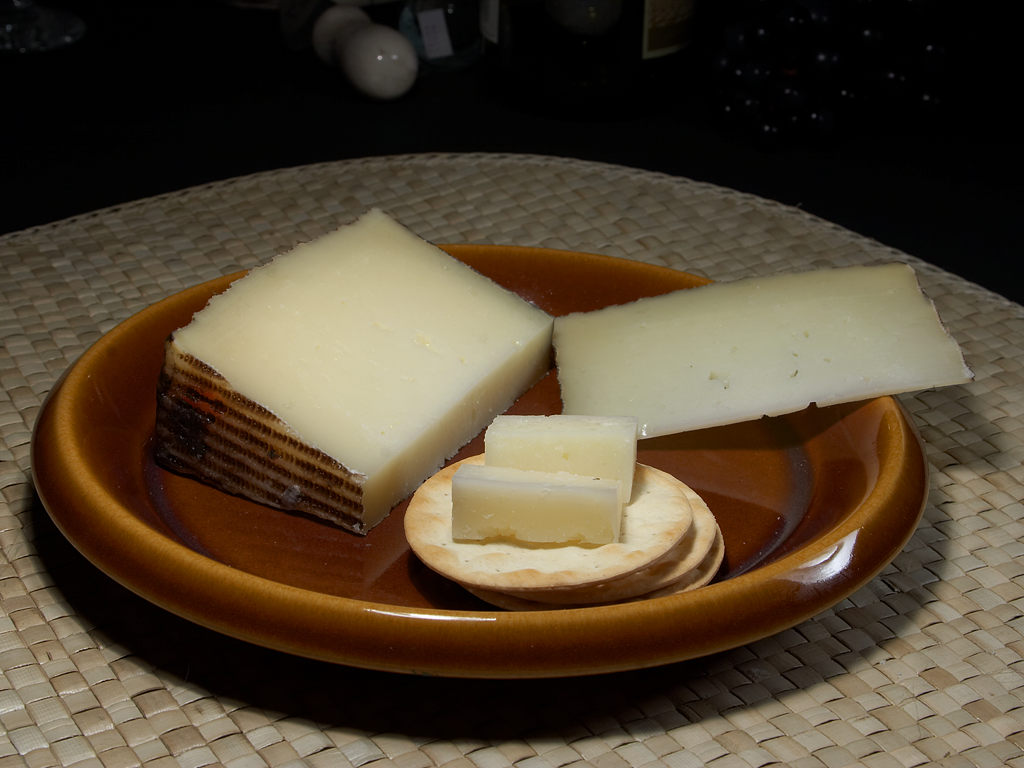
جبنة زامورانو

- جبن Wensleydale (على الرغم من أن معظم جبن Wensleydale مصنوع من حليب البقر)
- ويجمور [2]
- Xynomizithra
- Xynotyro
- جبنة زامورانو